# 발댐
발 댐(Vaal Dam)은 남아프리카 공화국 프리스테이트주와 하우텡주 사이에 있는 댐으로 1938년에 건설되었으며, O. R. 탐보 국제공항에서 남쪽으로 77km 떨어져 있다. 댐 벽 뒤의 호수는 약 320km2의 표면적을 가지며 깊이는 47미터이다. 발 댐은 남아프리카 공화국에서 가장 유속이 빠른 강 중 하나인 발강 (남아프리카 공화국)에 위치한다. 댐으로 흘러드는 다른 강으로는 빌허강, 몰스프루트, 흐로츠프루트가 있다. 800km 이상의 해안선을 가지고 있으며, 면적 기준으로 남아프리카 공화국에서 두 번째로 큰 댐이며, 부피 기준으로는 네 번째로 크다.

## 역사
발 댐의 건설은 1930년대 초의 대공황 시기에 시작되었으며, 1938년에 최저 기초 위 54.2m 높이의 벽과 9억 9천 4백만 입방 미터의 만수 용량을 갖추고 완공되었다. 이 댐은 오른쪽에 흙으로 채워진 부분이 있는 콘크리트 중력 구조물이다. 랜드 워터와 관개부(현 수자원부)의 합작 투자로 건설되었다.
이후 댐은 1950년대 초에 60.3m 높이로 높아져 용량이 21억 8천 8백만 입방 미터로 증가했다. 두 번째 증축은 1985년에 이루어졌는데, 벽이 최저 기초 위로 3.05m 더 높아져 63.4m가 되었다. 댐의 현재 용량은 26억 9백 7십 9만 입방 미터이며, 추가로 6억 6천 3백만 입방 미터 또는 26%를 홍수 조절을 위해 일시적으로 저장할 수 있다.
댐의 홍수 조절 기능은 1996년 2월에 발 댐 지역에서 기록된 가장 큰 홍수가 발생했을 때 심하게 시험되었다. 이미 충분한 비로 만수 상태였던 발 댐으로 4,700m3/s 이상의 유입량이 측정되었고, 수자원부 수문학 직원들의 전문적인 관리 덕분에 댐에서 방류되는 최대 홍수량은 2,300m3/s로 제한될 수 있었다. 2,300m3/s 이상의 유량은 발 댐 하류에 심각한 피해를 입혔을 것이며, 1996년 홍수 당시 상황은 1996년 2월 19일에 저수지 저장량이 만수 용량의 118.5%에 달해 극도로 긴장되었다. 즉, 완전한 유입량이 방류되어 막대한 피해를 일으키기 전에는 1억 9천 4백만 입방 미터의 홍수 흡수 용량만이 남아 있었다.
레소토 고원 수자원 프로젝트는 중력에 의해 시스템에 물을 공급하여 하우텡주의 주민과 산업 단지에 안정적인 물 공급을 기여한다. 이 물은 레소토에서 리벤베르흐스플레이강과 빌허강으로 파이프를 통해 공급된다.
스터크폰테인 댐은 투겔라-발 수자원 이송 계획의 일부로, 콰줄루나탈주의 투켈라강에서 유역간 물이동을 통해 발강 (남아프리카 공화국) 수위를 높이는 데 기여한다. 스터크폰테인 댐의 물은 발 댐 수위가 16% 이하로 떨어지면 방류된다.
이 댐에는 약 5km 길이의 자체 섬이 있다. 이 섬은 아파르트헤이트 정부의 비밀 회의 장소로 사용되었으나, 현재는 연례 라운드 더 아일랜드 요트 경주를 주최하며, 기네스 세계 기록에 따르면 내륙 요트 경주 중 가장 큰 규모이다.
1948년 5월 4일, BOAC는 영국(사우샘프턴)에서 남아프리카(발 댐)로 가는 서비스에 쇼트 솔런트 비행정을 도입했다. 작은 마을인 데네이스빌은 옛 BOAC 비행정의 경유지로 사용되었다.

## 수상 스포츠
발 댐은 담수 잉어와 메기목을 낚는 장소이다. 일년 내내 낚시꾼들로 붐빈다.
매년 레이크 데네이스 요트 클럽이 주최하는 "라운드 더 아일랜드" 요트 경주를 포함한 많은 세계적인 수상 스포츠 행사가 이곳에서 열린다. 이 경주는 389척의 배가 결승선을 통과하며 "세계 내륙 요트 경주 중 가장 많은 요트"로 기네스 세계 기록에 등재되었다. 킬보트 위크와 베이쇼어 200km 제트스키 경주, 그리고 현재 베이쇼어 마리나 발 댐 보물찾기 등 여러 대규모 행사가 이곳에서 개최된다. 레이크 데네이스 요트 클럽과 페넌트 나인 요트 클럽은 2014년 첫 번째와 2015년 두 번째 국제 "바트 배시"에 참가한 함대의 조직에 협력했다.
댐의 해안선은 세 개의 주로 이루어져 있다. 프리 스테이트는 가장 긴 구간을 차지하고, 음푸말랑가주는 아름답고 비교적 손상되지 않은 해안선을 가지고 있으며, 가장 많이 손상된 곳은 하우텡주이다. 댐은 1939년에 가동되었고, 용량은 2.536km3이며, 표면적은 320km2이고, 댐 벽의 높이는 63m이다. 저수지의 크기가 커서 증발 문제가 있다. 자세한 내용은 스터크폰테인 댐을 참조하라.
데네이스빌은 발 댐에서 가장 큰 도시이며 댐을 위한 쇼핑 센터를 제공한다. 세 개의 요트 클럽과 두 개의 마리나가 있다.

## 자연
발 댐의 주요 낚시 어종은 발베르, 일반 잉어, 향어, 초어, 작은입노란물고기, 큰입노란물고기 및 머드피시이다. 이집트기러기와 대장장이도요는 풍부한 해안 조류이며, 카스피제비갈매기도 다수 서식한다. 큰홍학은 일반적인 도요새이며, 꼬마홍학은 더 적은 수로 존재하고, 길 잃은 열린부리황새도 목격되었다. 수십 마리의 바다수리가 존재하며, 물수리는 드물게 나타난다.

## 같이 보기
- 발강 (남아프리카 공화국)
- 레소토 고원 수자원 프로젝트
- 스터크폰테인 댐